# Pleospora orbicularis
Pleospora orbicularis är en svampart som beskrevs av Auersw. 1868. Pleospora orbicularis ingår i släktet Pleospora och familjen Pleosporaceae.  Arten är reproducerande i Sverige. Inga underarter finns listade i Catalogue of Life.